# Domingo del Pico
Domingo del Pico (fin du XVe siècle - 1570) est un religieux franciscain du XVIe siècle, prédicateur de Charles Quint.

## Biographie
Il est originaire de Sariñena, en Espagne, où il naît à la fin du XVe siècle.
Très jeune, il entre chez les franciscains conventuels, est docteur en théologie et devient vicaire et commissaire général des frères conventuels. L'historien Félix Latassa y Ortín indique qu'il fait rapidement partie des professeurs les plus réputés d'Aragon de son époque. 
Il se fait connaître par son charisme : il est connu comme l'un des meilleurs prédicateurs de son temps, grâce à la qualité de ses sermons. Il prêche plusieurs fois le carême à l'Hôpital général de Saragosse.
Dans les années 1540, il participe à l'Académie réunie par Hernan Cortès à la fin de sa vie à Valladolid. Il y fréquente de nombreuses personnalités : Giovanni Poggio, nonce en Espagne dont il est proche, l’archevêque de Cagliari Domenico Pastorello, le grand commandeur de Castille Juan de Zúñiga, l'écrivain Francisco Cervantes de Salazar, le vice-roi de Navarre Juan de Vega ou encore le diplomate navarrais Pierre d'Albret dont les Dialogues attestent de la présence de Domingo del Pico dans ce cercle intellectuel réputé. 
Il est apprécié par Charles Quint qui l'invite dans ses voyages. Domingo del Pico est parfois mentionné comme confesseur de Charles Quint, ce qui est contesté par d'autres auteurs. Il se pourrait que Charles Quint ait voulu le nommer confesseur du roi lors d'un voyage en Flandres, et qu'il ait refusé le poste à cause de son âge avancé.
Il écrit plusieurs ouvrages théologiques, notamment en 1545 Funiculum Apologeticum, puis en 1549 Prima pars trilogii, dédié au nonce Giovanni Poggio.
En 1567, le roi d'Espagne Philippe II supprime l'ordre des franciscains conventuels, qui sont expulsés d'Espagne : Domingo del Pico ne les accompagne pas dans l'exil mais passe chez les franciscains observants. 
Il meurt en 1570.

## Œuvres
- Funiculum Apologeticum (1545)
- Prima pars trilogii. De ordinaria conuersione peccatoris recedentis a Deo Patre : in parabola Lucae quintodecimo a saluatore proposita. Conciones à fratre Dominico del Pico doctore theologo desumptae (1549)
- Secunda et tertia pars trilogii (qui ne furent pas publiés)
- Declamationes septem super Visiones Apocalipsis.
- De Conceptione beatae Mariae Virginis.
- Consiila tribus tomis distributa.